# Бутнан
Ал Бутнан е община (шаабия) в Североизточна Либия в областта Киренайка. Площта ѝ е 83 860 км2, а населението 144 527 души по данни от 2005 г. Главният град на общината е Тобрук.
На север Ал Бутнан има излаз на Средиземно море, на изток е египетско-либийската граница, a на теритирията на Египет административната област (мухафаза) Матрух, и в най-южната източна граница на общината има обща граница и с египетската област Уади ал Джадид. В Либия Ал Бутнан граничи с общините Дарна и Ал Куба на северозапад, с Ал Уахат на запад и Ал Куфра на юг.